# Tarmadesmus azucarensis
Tarmadesmus azucarensis är en mångfotingart som beskrevs av Kraus 1959. Tarmadesmus azucarensis ingår i släktet Tarmadesmus och familjen fingerdubbelfotingar. Inga underarter finns listade i Catalogue of Life.